# RAF Transport Command
Le Transport Command de la Royal Air Force est un commandement qui contrôle tous les avions de transport de la RAF. Il est créé le 25 mars 1943 par le changement de nom du RAF Ferry Command et est renommé RAF Air Support Command en 1967.